# Есафов, Вячеслав Ионович
Вячеслав Ионович Есафов (27 февраля (11 марта) 1902, Саратов — 8 июля 1981, Свердловск) — советский химик, специалист в области органической химии, кандидат химических наук (1939), профессор (1961).

## Биография
Родился в семье помощника машиниста парохода; в 1918 г. поступил на физико-математический факультет Саратовского университета, химическое отделение которого окончил в 1922 г.
В 1922—1923 гг. — заведующий химическим кабинетом Музея народного образования (Саратов), с 1922 г. — преподаватель Саратовского областного коммунистического университета. В 1926 году В. И. Есафов был зачислен сверхштатным аспирантом кафедры органической химии Саратовского университета и приступил к научно-исследовательской деятельности под руководством профессора В. В. Челинцева. В 1932 г. его приглашают в Саратовский университет для чтения спецкурса «Химия жиров» и оставляют для постоянной работы в должности доцента кафедры органической химии, а в 1934 г. утверждают в звании доцента.
В январе 1938 г. получает назначение в Свердловский государственный университет на должность доцента кафедры органической химии. С этого момента его жизнь и деятельность неразрывно связаны с Уральским государственным университетом: заведующий кафедрой органической химии (1938—1941, 1943—1980), декан химического факультета (1941—1948). В годы Великой Отечественной войны В. И. Есафов совместно с сотрудниками и студентами кафедры органической химии проводил на Свердловском химфармзаводе работы, направленные на экономию сырья, использование отходов и улучшение качества лекарственных средств (метилкофеина и сайодина).
В. И. Есафов награждён медалями «За доблестный труд в Великой Отечественной войне 1941—1945 гг.», «30 лет победы в Великой Отечественной войне 1941—1945 гг.», «За доблестный труд. В ознаменование 100-летия со дня рождения В. И. Ленина».

## Научная деятельность
К основным научным результатам В. И. Есафова относится выяснение конфигураций диастереомерных диоксистеариновых кислот, что внесло вклад в понимание механизма вальденовского обращения. Изучение соединений с сопряженными системами двойных связей позволило сформулировать правило, связывающее строение этих веществ с их химическими свойствами (правило Есафова). Исследования в области магнийорганических соединений позволили в теоретическом плане приблизиться к пониманию строения реагентов Гриньяра, а в практическом отношении разработать методы определения некоторых органических веществ. В. И. Есафовым синтезировано несколько десятков новых органических соединений.
С начала 1950-х годов занимался вопросами истории органической химии. Им опубликованы многочисленные статьи, в которых исследовалось творчество А. М. Бутлерова, Г. Г. Густавсона, С. В. Лебедева, А. М. Зайцева, Марселена Бертло. В 1972 году В. И. Есафов опубликовал монографию о М. Г. Кучерове. К 1981 году практически была готова книга об А. Н. Энгельгардте, но болезнь и смерть его отсрочили издание этой работы.

## Педагогическая деятельность

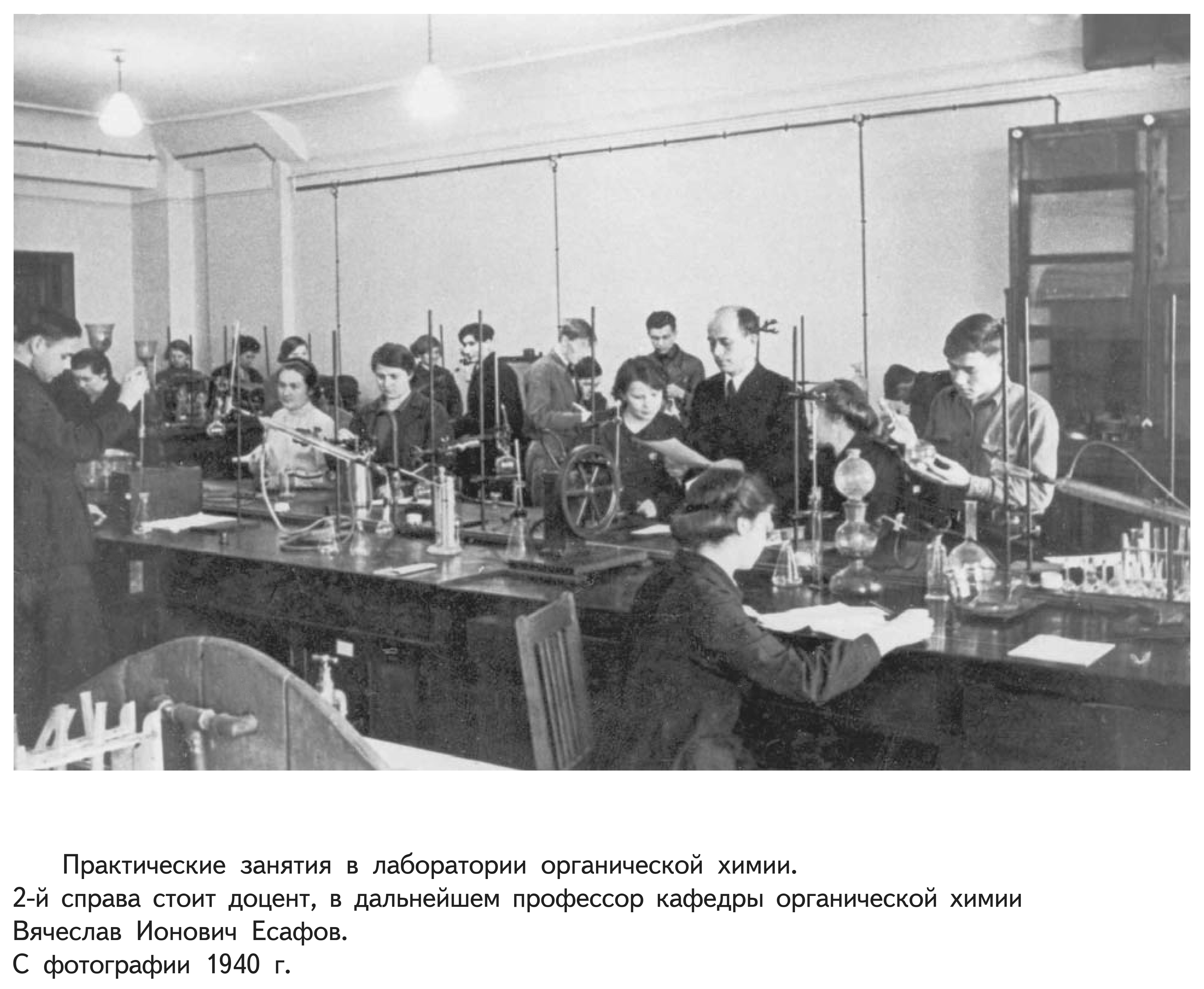
Доцент В. И. Есафов ведёт практические занятия в лаборатории органической химии (1940)

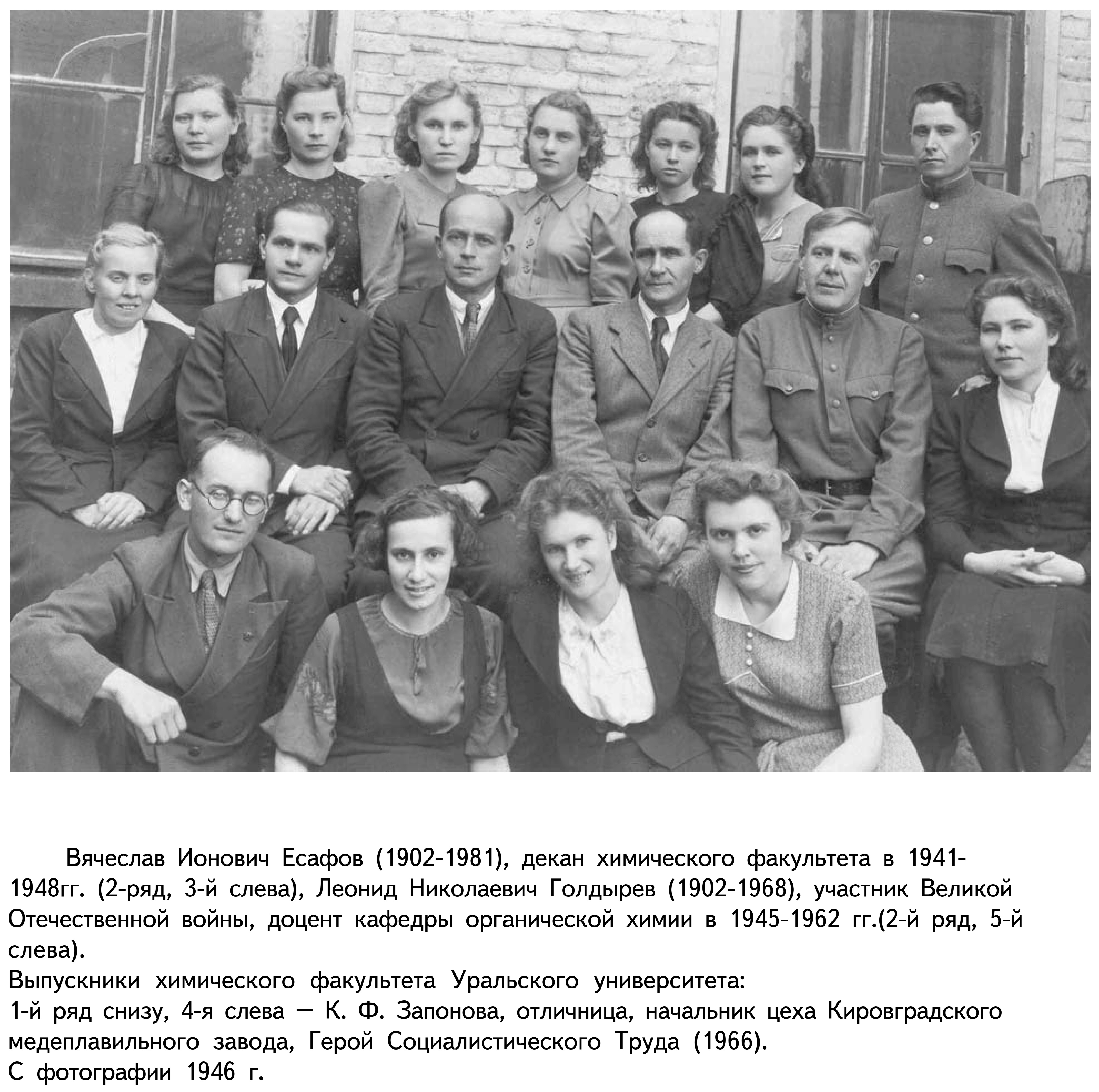
Выпускники и преподаватели химического факультета Уральского университета 1946 года: 1-й ряд снизу, 1-я справа — Калерия Запонова; 2-ряд, З-й слева — Вячеслав Ионович Есафов; 2-й ряд, 5-й слева — Леонид Николаевич Голдырев (1902—1968), участник Великой Отечественной войны, доцент кафедры органической химии в 1945—1962 гг.

В УрГУ В. И. Есафовым были подготовлены и читались многие годы общий курс по органической химии и специальные курсы — «Химия отравляющих веществ», «Химия взрывчатых веществ», «Химия углеводов», «Химия жиров», «Теоретические основы органической химии» др. Лекции В. И. Есафова отличались чёткостью и ясностью изложения, в них всегда содержали элементы научно-исторических художественных этюдов.
При непосредственном участии В. И. Есафова подготовлено более 1500 высококвалифицированных химиков, в том числе 5 кандидатов наук, более 70-ти его учеников защитили кандидатские диссертации, 8 — докторские.
В 1950-х годах стал инициатором проведения олимпиад по химии среди учащихся средних школ Свердловска и Свердловской области. В течение 20 лет являлся руководителем школьной секции и членом президиума Свердловского Всесоюзного химического общества им. Д. И. Менделеева. Делегат IV—XI Менделеевских съездов (1925—1975).